# Мерехнянський ентомологічний заказник
Мерехня́нський ентомологічний заказник — об'єкт природно-заповідного фонду Харківської області, ентомологічний заказник місцевого значення.
Розташований біля села Федорівка Шевченківського району.
Загальна площа — 7,0 га.
Заказник утворений рішенням Харківської обласної ради у 1984 році.
Відповідальний за охорону — Сподобівська сільська рада.

## Опис
Заказник розташований на південній околиці села Федорівка, у південній частині Мерехнянського урочища, на східному схилі балки, де зберігся фрагмент степового ентомологічного комплексу. Степова ділянка оточена байрачними лісами.
До ентомологічної фауни заказника належать рідкісні види комах, що занесені до Червоної книги України: вусач земляний хрестоносець (Dorcadion equestre), мелітурга булавовуса (Melitturga clavicornis), каптурниця срібна (Cucullia argentea), бджола-тесляр звичайна (Xylocopa valga), види джмелів: моховий (Bombus muscorum), вірменський (Bombus armeniacus), глинистий (Bombus argillaceus).
Види комах заказника, які були в Червоній книзі України та вилучені з неї в 2009 році, бо їх популяції були відновлені до безпечного рівня: сколія степова (Scolia hirta), рофітоїдес сірий (Rhophitoides canus), мегахіла округла (Megachile rotundata).
Серед комах, що мешкають у заказнику, важливе місце займають запилювачі сільськогосподарських культур: евцери, цератини, галікти, бджоли-листорізи, осмії, андрени.
Рослинність представлена формаціями різнотравно-типчаково-ковилового степу. Поширені рідкісні види рослин, занесені до Європейського Червоного списку, Червоної книги України та Червоного списку Харківської області.